# Джессі Оуенс
Джеймс Клі́вленд «Дже́ссі» О́уенс (англ. James Cleveland "Jesse" Owens; 12 вересня 1913, Оуквілль, штат Алабама — 31 березня 1980, Тусон, штат Аризона) — американський легкоатлет, 4-разовий олімпійський чемпіон (1936), автор численних світових рекордів у спринті та стрибках у довжину.

## Життєпис
Народився 12 вересня 1913 року в Оуквілль, штат Алабама. Виріс у багатодітній родині. З дитинства звик до важкої праці.
Захоплення спортом почалося ще в школі м. Клівленда, де проживали батьки Оуенса. Коли йому було 14 років, Джессі пробіг 220 ярдів (201,13 м) за 22,9 с. Тренером на той час був Чарлз Рілей.
Через рік 15-річний Джессі стрибнув у довжину на 7 м, подолав планку на висоті 183 см, а в бігу на 100 м показав 10,8 с. Його результат зі стрибків у довжину 7,61 м протримався близько 20 років національним рекордом США для юнаків.
Спортивні захоплення Джессі не обмежувалися легкою атлетикою. Він добре грав у бейсбол і футбол, був капітаном баскетбольної команди школи.
Восени 1933 року Джеймс Клівленд Оуенс за порадою свого шкільного тренера Ріле вступив до університету штату Огайо, де став тренуватися в Ларрі Снайдера.
Виступав на різних змаганнях із легкої атлетики, американського футболу та баскетболу, де здобув не одну нагороду.
У травні 1935 р. Джессі Оуенс, двадцятидворічний студент Державного університету Огайо, взяв участь в університетських змаганнях із бігу в Енн-Арбор (штат Мічиган). 25 травня 1935 року, протягом 45 хвилин він повторив світовий рекорд із бігу на 100 ярдів (9,4 с) і побив рекорди в забігах на 100 метрів (10,2 с), 220 ярдів гладкого спринту (20,3 с)  та по ходу на 200м., на 220 ярдів із бар'єрами (22,6 с) та зі стрибків у довжину (8,13 м).

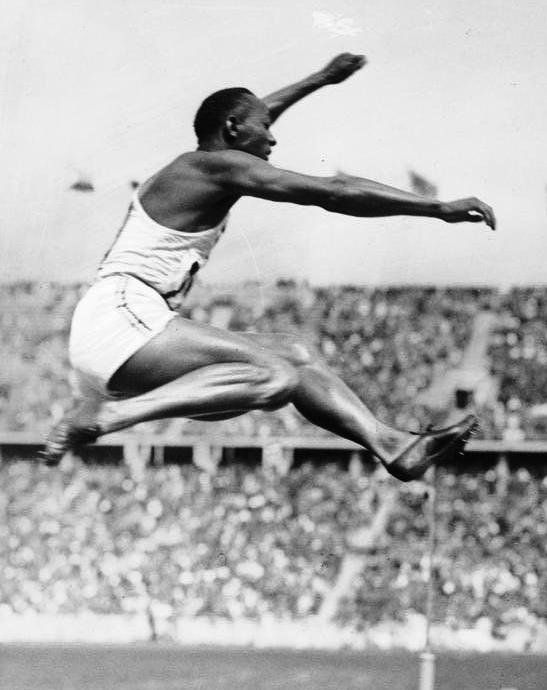
Рекордний стрибок Оуенса на Олімпіаді 1936 року

Він разом з іншими 17-ма афроамериканцями ввійшов до збірної США, що представляла країну на Олімпіаді 1936 року в Берліні. Великі надії на ці Ігри покладав лідер нацистської Німеччини Адольф Гітлер, сподіваючись, що вони підтвердять його теорію про переваги білих європейців арійської раси над рештою рас і націй і білі атлети, особливо спеціально відібрані німецькі спортсмени, завоюють більшість золотих медалей.
Однак Джессі Оуенс, темношкірий атлет, виграв на Олімпіаді чотири золоті медалі, і при цьому:
- повторив Олімпійський рекорд на дистанції 100 м (10,3 с);
- побив олімпійські рекорди з бігу на 200 м (20,7 с) та стрибків у довжину (8,06 м)[2][3];
- пробіг перший етап за збірну США в естафеті 4×100 м і в результаті команда Оуенса встановила новий світовий рекорд (39,8 с), який протримався майже 20 років.

Навіть німецькі спортсмени визнали, що цей атлет має видатні здібності й що він продемонстрував вражаючі результати. Джессі Оуенс став героєм Берлінської олімпіади, а XI Олімпійські ігри по праву називають «іграми Джессі Оуенса».
Залишивши великий спорт, Оуенс активно включився до громадського життя. Він займався соціальними питаннями й багато працював з молоддю.
Роки після тріумфів на Олімпіаді позначилися серіями невдач. У 23 роки був змушений залишити університет. Аби заробити на хліб та прогодувати свою численну родину, він без розбору погоджувався на найрізноманітніші пропозиції: біг проти скакових коней, мисливських собак і навіть кенгуру, підтримував республіканську партію під час передвиборчої кампанії та надавав підтримку політичним справам афроамериканського населення.
Був звинувачений та після розслідування ФБР виправданий за звинуваченнями в належності до комуністичної партії.
Розпочав кілька комерційних підприємств, але на початку 1960-х зазнав фінансової катастрофи.
На початку 1950-х років Оуенс став офіційним посланцем американського президента на Олімпійських іграх 1956 року в Мельбурні.

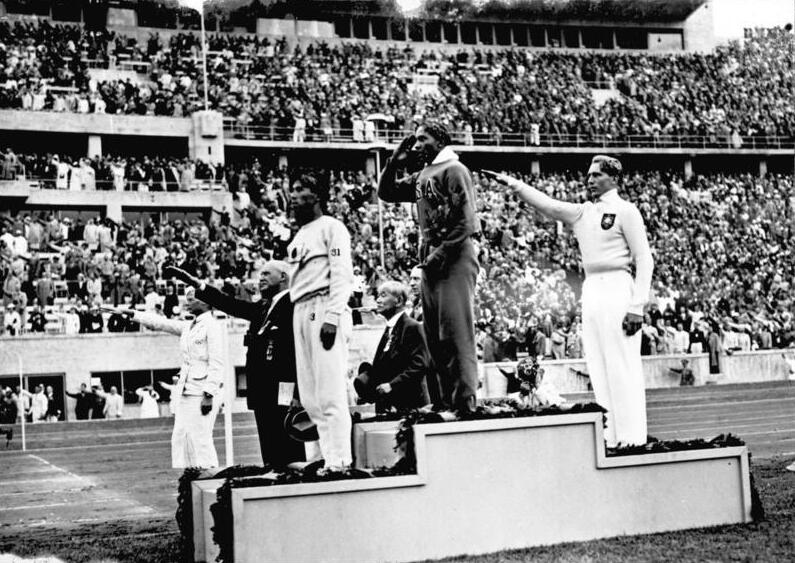
Нагородження переможців стрибків у довжину.
Джессі Оуенс (США, 1 місце, центр),
Луц Лонг (Німеччина, 2 місце, праворуч),
Наото Тадзіма (Японія, 3 місце, ліворуч)

У 1951 році Джессі Оуенс знову відвідав Берлін, провідав сім'ю загиблого Луца Лонга, конкурента у стрибках у довжину на літніх Олімпійських іграх 1936 року. Він виступив на тому ж самому стадіоні в статусі борця за мир. Він говорив:
| | \| У ці хвилини, я згадую насамперед свого великого суперника в олімпійській боротьбі, мого доброго товариша Луца Лонга, якого безглузда війна вирвала з наших рядів. І, пам'ятаючи про нього, знаючи його долю, я закликаю всіх батьків і матерів: у цьому багатостраждальному світі знову говорять про війну. Бог дав нам життя, щоб у світі створювати цінності. Я закликаю всіх батьків подумати про найдорогоцінніше — їх дітей, щоб вони ніколи не стали жертвами війни. Мир всім вам, вашим хлопцям і дівчатам. \| |
| У ці хвилини, я згадую насамперед свого великого суперника в олімпійській боротьбі, мого доброго товариша Луца Лонга, якого безглузда війна вирвала з наших рядів. І, пам'ятаючи про нього, знаючи його долю, я закликаю всіх батьків і матерів: у цьому багатостраждальному світі знову говорять про війну. Бог дав нам життя, щоб у світі створювати цінності. Я закликаю всіх батьків подумати про найдорогоцінніше — їх дітей, щоб вони ніколи не стали жертвами війни. Мир всім вам, вашим хлопцям і дівчатам. | |

У 1951 році разом зі своїм грізним суперником по Берліну Меткалфом він брав участь у змаганнях на користь Дитячого клубу. Джессі виграв біг на 100 ярдів (9,8 с) і стрибки в довжину (7,65 м).

Восени 1955 року Оуенс побував в Індії, Пакистані, Сінгапурі, куди його запросили місцеві організації. Він розповідав про свої спортивні успіхи, ділився досвідом тренувань, проводив практичні заняття.
| | \| Бої проводяться не заради золотих медалей. Боротьба всередині себе — невидимі битви всередині всіх нас — ось заради чого[5]. \| |
| Бої проводяться не заради золотих медалей. Боротьба всередині себе — невидимі битви всередині всіх нас — ось заради чого. | |

У 1956 році він знову пробіг 100 ярдів за 9,8 сек. На 100 м це склало б приблизно на секунду більше.
Був присутній на XVI Олімпійських іграх в Мельбурні.
У 1972 році Оуенс приїжджав до Мюнхена на Літні Олімпійські ігри як спеціальний гість уряду Західної Німеччини, зустрівся з канцлером Західної Німеччини Віллі Брандтом і колишнім боксером Максом Шмелінгом. Того ж року одержав титул почесного доктора наук від Державного університету штату Огайо.
У 1976 році президент Джеральд Форд нагородив його медаллю Свободи.
У 1979 році президент Джиммі Картер назвав його живою легендою Сполучених Штатів.
Помер у 1980 році від раку легенів.

## У кіно

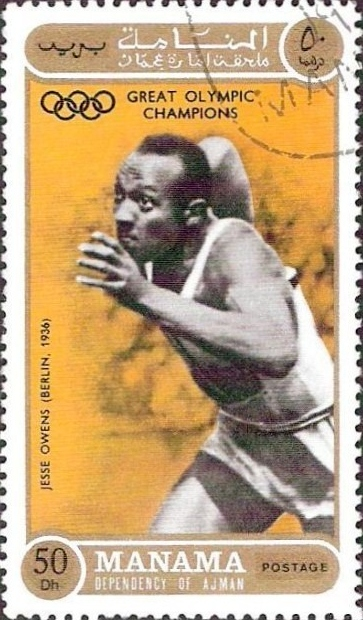
Марка емірату Аджман, 1971

У стрічці 1938 року режисерки Лені Ріфеншталь «Олімпія» є епізод, де зафіксовано біг Джессі Оуенса на літніх олімпійських іграх 1936 року.
2016 року вийшов у світ фільм режисера Стівена Гопкінса «Сила волі» — біографічна драма, заснована на реальних подіях, про Джессі Оуенса.

## Цікаві факти
- У перших спробах зі стрибками в довжину на Олімпіаді в Берліні не пощастило: через заступи він опинився під загрозою дискваліфікації. Тоді до Оуенса підійшов його головний конкурент на змаганнях — німецький стрибун Луц Лонг і дружньо пояснив Джессі його помилку при стрибку, порадив дещо змінити техніку. Дослухавшись поради, Оуенс вийшов у фінал і взяв «золото» з новим олімпійським рекордом.
- Першим, хто привітав американця з успіхом, був саме Луц Лонг, котрому дісталося «срібло». На очах в оскаженілого Адольфа Гітлера німецький і американський спортсмени обійнявшись пройшли почесне коло. Цей вчинок вимагав від Лонга чимало сміливості. «Ви можете переплавити всі мої кубки та медалі, і вони не переважать тієї дружби в 24 карати, що зародилася між мною і Луцом» — зізнався пізніше Джессі Оуенс[8][9].

- Крім золотої медалі, кожен переможець отримував саджанець дуба… Вдалося дізнатися про долю цих саджанців. Один дубок був посаджений у Клівленді, у саду батьків Оуенса. Два інших подаровані Клівлендським школам, де навчався Джессі, а четвертий прикрашає алею Університету в штаті Огайо, де Оуенс закінчив свою освіту.

- На берлінській Олімпіаді Джессі Оуенс завоював чотири золоті медалі та встановив п'ять олімпійських рекордів у взутті Дасслера фірми «Adidas»[10][11].

- У перший день змагань Адольф Гітлер особисто вітав переможців із Німеччини та деяких інших країн і залишив трибуну одразу після того, як темношкірий спортсмен переміг у стрибках у висоту. Аналогічно вчинив Гітлер і щодо Джессі Оуенса. Міжнародний олімпійський комітет звернувся до Гітлера з вимогою або вітати всіх переможців або нікого. Той вибрав останнє. Сам Оуенс згодом сказав, що розчарував його не Гітлер, а Рузвельт: президент США навіть не надіслав телеграми чотириразовому золотому медалістові; ні Рузвельт, ні Трумен не прийняли спортсмена в Білому Домі після Олімпіади.

- Побоюючись расистів, герой Олімпіади-1936 Джессі Оуенс змушений був скористатися вантажним ліфтом у готелі «Уолдорф-Асторія», щоб потрапити на офіційний прийом у свою честь[12].

- У 1943 році Лутц Лонг, перебуваючи в армії, написав листа, в якому просив Оуенса, у випадку його загибелі, стати свідком на весіллі його сина Кая Лонга. На початку 50-х Джессі Оуенс виконав прохання друга й став боярином на весіллі Кая.[13]

- 22 серпня 2009 року внучка Оуенса Марлін Дорч і син Лонга Кай разом вручали медалі найсильнішим стрибунам у довжину на чемпіонаті світу в Берліні.[14]